# Svědectví (román)
Svědectví je postapokalyptický román Stephen Kinga, který poprvé vyšel v roce 1978. Autor byl nakladatelstvím donucen původní rozsah (okolo 1100 stran) razantně zkrátit, protože v té době nebyl ještě jako autor příliš populární. Kniha byla úspěšně přijata a v roce 1990 bylo pak vydáno Svědectví v původní délce.
Román popisuje rozšíření extrémně nakažlivého viru, který způsobí úmrtí naprosté většiny obyvatelstva. Příběh se odehrává v USA, v druhé polovině 20. století a odkazuje na mnohé kulturní fenomény tehdejší doby. Následně se objevuje motiv boje mezi Dobrem a Zlem, který vedou přeživší osoby. Nedílnou součástí jsou také nadpřirozené jevy, jako jsou např. telepatické schopnosti, vize budoucnosti, komunikování skrze sny, levitace apod. 

## Příběh

### Postavy:
- Stuart Redman (Stu): Jedna z prvních, kdo se setkal s nákazou. Kvůli své imunitě byl zajat a uvězněn ve výzkumné laboratoři. Cílem bylo získání protilátky. Uprchl poté, co se nakazili všichni výzkumníci z nichž naprostá většina zemřela. V Boulderu tvoří pár spolu s Frannie. Je zvolen do rady Boulderu. Členem výpravy na západ.
- Glen Bateman: sociolog, po událostech žije se psem Kojakem. Zvolen do rady Boulderu. Členem výpravy na západ.
- Frannie Goldsmithová: Těhotná studentka. V Boulderu zvolena do jeho rady. V páru se Stuem.
- Harold Lauder: Její jediný přeživší známý z dřívějška. Bratr její kamarádky. Před pandemií trpící nadváhou, akné a má nízké sebevědomí. Baví ho psaní a má široké vědomosti, navrhuje praktické nápady pro celou skupinu v Boulderu. Miluje Frannie. Kvůli své závisti a vzteku na Stua, který mu Frannie přebral (ačkoliv s ní nikdy netvořil pár) se rozhodne přiklonit na stranu Flagga. Společně s Nadine zosnují atentát. Umírá při přesunu na západ. Flagg zajistí jeho smrt, protože ho už nepotřeboval.
- Dayna Jurgensová: Byla původně zajata a zneužívána skupinou mužů mířících na západ. Feministka. Vyslána jako jeden ze špehů do Las Vegas.
- Susan Sternová: Původně zajata a zneužívána skupinou mužů mířících na západ. Po osvobození je zvolena do rady Boulderu. Zabita při atentátu.
- Larry Underwood: Před pandemií žil životem rockového zpěváka. Dluhy, střídání žen, alkohol. Zvolen do rady Boulderu. Jeden z členů vyslaných na západ.
- Rita Blakemorová: starší žena, dočasná Larryho milenka, chvíli putující s Larrym, zemře na předávkování léky
- Nadine Crossová: bývalá učitelka, po událostech začala opatrovat Joea, kterého tak sama pojmenovala, protože nebyl schopen mluvit. Silně přitahována Flaggem, o kterém měla vize už roky před vypuknutím nákazy. Zachovala si pro něho své panenství, díky kterému je pro něj atraktivní. Snaží se Flagga stranit, ale po Larryho odmítnutí (v té době již tvoří pár s jinou ženou) se přikloní na jeho stranu. Spolu s Haroldem připraví plán atentátu a  odjíždí s ním na západ. V pustině je svedena až znásilněna Flaggem. Má to na ní psychické dopady. Po aktu je apatická a úplně zešediví. Při Flaggově záchvatu vzteku ho přiměje, aby ji vyhodil z okna a umírá.
- Joe: chlapec s agresivními sklony, nemluví, důvěřuje Nadin. Po přesunu do Boulderu se jeho stav zlepší. Vzpomene si na své jméno Leo Rockway. Je citlivý na povahu lidí. Vycítí, že Harold a Nadine se přiklonili na stranu Flagga.
- Nick Andros: Neslyšící a němý tulák. Před vypuknutím nákazy se stal zástupcem šerifa. Je přirozeným vůdcem v Boulderu. Zvolen do jeho rady, má dobré organizační nápady. Zabit při atentátu.
- Tom Cullen: blonďatý, mentálně zaostalý muž. Je vyslán na západ jako špion. Díky svému postižení je krytý před Flaggovým pátráním. Při cestě zpátky do Boulderu zachrání Stua.
- Julie Lawryová: Na cestě na ni narazí Nick s Tomem. Neshodnou se a Julie na ně začne střílet. Ve Vegas prozradí, že Tom Cullen musí být špionem.
- Ralph Brentner: farmář, zvolen do rady Boulderu. Jeden z členů výpravy mířící na západ.
- Dick Ellis: veterinář, v Boulderu se ujímá pozice doktora.
- Richard Farris: soudce, vyslán na západ coby špion
- Lloyd Henreid: kriminálník, odsouzený k trestu smrti. Je zachráněn Flaggem a stane se jeho pravou rukou. Má na starost město, když je Flagg mimo.
- Donald Merwin Elbert alias Popeláč: žhář, duševně vyšinutý, Flaggem určen jako odborník na zbraně. Ty shromažďuje a umí instinktivně ovládat. Po posměchu od lidí z Vegas sabotuje leteckou posádku a stíhačky. Coby svou omluvu přiveze do Vegas atomovou bombu pro Flagga.
- Prcek: cestuje chvíli s Popeláčem na západ. Krutý násilník ubližující Popeláčovi. Chce zabít Flagga a zaujmout jeho místo. Cestou je zabit smečkou vlků.
- Abagail Freemantleová (matka Abagail): Černoška narozena 1882. Duchovní vůdkyně skupiny. Už před vypuknutím epidemie měla věštecké sny. Reprezentantka dobra. Věřící v Boha. Po atentátu zázračně uzdraví Frannie.
- Randall Flagg. Její opak. Muž mnoha tváří. Stvoření tmy a noci. Umí telepaticky vstupovat do snů a doslova vidí lidem do hlavy. Může ovládat vybraná zvířata (vlky, vrány, hady). Levituje a má další nadpřirozené schopnosti.

Román je rozdělený na tři části.

### Kniha 1.
Popisuje rozšíření superchřipky se smrtností 99.4%, která způsobí úmrtí naprosté většiny populace. Tato extrémně nakažlivá uměle vytvořená biologická zbraň vznikla v rámci Projektu blue a rozšířila se i díky útěku již nakaženého vojáka Championa z výzkumné laboratoře. Kromě lidí je vysoce smrtelná také pro některá zvířata, jako jsou např. koně a psi. V knize ji obyvatelé začnou označovat jako Kapitán Trips. Jednotlivé kapitoly na sebe dějově nenavazují. Sledujeme několik příběhů imunních hrdinů a událostí z různých časových horizontů. Jako jsou armádní snahy zastavit rozšíření nákazy, kolaps společnosti a další umírání přeživších. Ti páchají sebevraždy, nebo také umírají z důvodu nefungující společnosti. Například utržené rány, úrazy a civilizační choroby najednou nemá kdo léčit.
Přeživším se po tragických událostech začínají zdát specifické sny. Vystupuje v nich buď tajemná mužská postava Randall Flagg, nebo žena, matka Abagail, v kukuřičném poli. Flaggovy sny připomínají noční můry. Někdo je v nich honí, chce zavraždit, nebo se jim připomínají traumata z dřívějška. Sny matky Abagail mají konejšivý charakter. Navíc je v nich vybízí k tomu, aby za ní přišli. Přeživší opouštějí místa, kde je zastihla pandemie a vydávají se na cestu ve snaze najít útočiště, nebo další žijící osoby.

### Kniha 2.
V prvních kapitolách jsou popisovány přesuny přeživších postav. Někteří volí přesun pešky. Další volí kolo nebo motorku. Auta v tuto chvíli nejsou příliš praktická, kvůli častým překážkám na silnicích, kterým se autem nedá vyhnout. Postupně dochází k různým setkáním a k utvoření skupin, které začínají cestovat spolu. Intenzita a četnost snů, ve kterých vystupuje matka Abagail, nebo Randall Flagg se u každého zvětšuje. Hlavním cílem přesunů se stává buď Nebraska a následně Boulder (pod duchovním vedením matky Abagail), nebo Las Vegas pod vedením Flagga.
První kdo se k matce Abagail dostane je skupina Nicka Androse. Toho Abagail rovnou označí za vůdce skupiny. Z Nebrasky se skupina i s matkou vydávají do Boulderu v Coloradu, protože o tomto místě měla matka Abagail zjevení. Na místě nechávají pro ostatní vzkaz, kam se mají přesunout. Matka Abagail si je vědoma budoucího střetnutí s Randallem Flaggem, který dle jejích slov také kolem sebe buduje skupinu lidí, kterým v srdci nezbylo místo pro Boha.
Postupně se vytváří dvě komunity. Skupina pod patronací matky Abigail se snaží držet demokratických hodnot. Vybrala si své volené zástupce v radě města. Ve skupině Randalla Flagga jsou všichni podřízení jemu rozhodnutí. Odpůrci, nebo ti co poruší nařízení, jsou demonstrativně ukřižováváni. Obě skupiny jsou si vědomy jedné druhé a připravují se na budoucí střetnutí. Každý den se zvětšují nově příchozími. Postupně se daří opět rozvíjet fungující společnost (např. i ve skupině Flagga je zajištěno vyučování pro děti). Ve Vegas kromě toho schraňují zbraně a snaží se naučit ovládat vojenské letouny.
V Boulderu je ustanovena demokraticky zvolená rada. Ta má 7 členů (Nick, Frannie, Sue, Ralph, Stue, Larry, Glen). Matka Abagail se rozhodne Boulder opustit a jít se kát "pro svou pýchu" do ústraní. Rada se rozhodne vyslat tři špiony na západ, aby získali více informací o druhé skupině. Vyslán je soudce Farris (pro svůj pozorovací talent, a vysoký věk), Dayna Johnsnová (výborná fyzická kondice, umí se prát), Tom Cullen (pro jeho postižení by ho nikdo nepodezříval).
V Haroldovi se stále více a více projevuje jeho vnitřní vztek (nesnáší Stua kvůli Frannie, navíc nebyl zvolen do rady města i přes své přínosné nápady). Učí se přetvářet a v duchu zosnuje plány na svou pomstu. Dočasně vytvoří pár s Nadine, která je za ním poslána Flaggem. Jeho lákaní už nedokáží ani jeden odolat. Společně připraví bombu s cílem zničit celou radu města Boulderu. Tu se jim nepovede kompletně zabít díky Frannimu zjevení a díky tomu, že se z pustiny vrátila matka Abagail. Atentát nepřežije Nick, Sue a několik dalších osob. Harold a Nadine prchají na západ. Na cestě Harold umírá a Nadine se setká s Flaggem.
Matka Abagail přišla do Boulderu umřít. Přinesla své poslední poselství. To zní, že se mají na západ vydat Stu, Larry, Glen a Ralph a že tam mají zničit Flagga. Nesmějí si sebou vzít žádné zásoby a ani zbraně. Musí cestovat pěšky. Glen cestu přirovná k iniciačnímu rituálu indiánů, kdy se mají cestou zbavit svých starých návyků a stát se lepšími lidmi. Všichni čtyři  na cestu vyrazí, i přesto že ji považují za sebevražednou misi.

### Kniha 3.
Třetí kniha o něco podrobněji popisuje komunitu ve Vegas. Je v ní popsán příběh tří vyslaných špionů z Boulderu. Z nichž jedinému Tomovi se podaří uprchnout. Dayně se podaří spáchat sebevraždu, aniž by ji mohl Flagg mučit a zjistit informace o Boulderu. Ve vzteku zabije i Nadine Crossovou, která v tu dobu v sobě nosí Flaggova potomka. Psychicky narušený Popeláč provede sabotáž na budovanou leteckou sílu, do kterých nastraží bomby. Lidé začínají pochybovat o Flaggově síle a vševědoucnosti.
Z Boulderu vychází výprava, ke které se přidává i Glenův pes Kojak. Stu si cestou zlomí nohu a přesvědčí ostatní ať ho nechají na místě a pokračují dále. Glen, Larry a Ralph tak i přes počáteční protesty učiní, protože tak zněl pokyn od matky Abagail. Kojak skupinu opouští a zůstává u Stua. Později Stuovi zachrání život (přinese mu potravu a dřevo na podpal). Ralpha, Glena a Larryho po několika dnech zajmou a převezou je do centrály k Flaggovi. Glena zabijí v ten samý večer ve vězení. Protože se při návštěvě Flagga nijak nebál a doslova se mu vysmál.
Druhý den je zorganizována veřejná poprava Larryho a Ralpha. Někteří obyvatelé Vegas začínají pochybovat o setrvání ve Vegas a plánují z komunity odejít. Při veřejném lynčování náhle přijíždí Popeláč s atomovou bombou, kterou Flaggovi přivezl jako omluvu za svoji dřívější sabotáž vojenských letounů. Flagg vykouzlí energetickou kouli, kterou ho chce zničit. Ta se začne zvětšovat do podoby obrovské ruky a Flagg nad ní ztrácí kontrolu. Tato "ruka páně" poté dopadne na zem a tím odpálí atomovou bombu a vyhladí tak celou západní komunitu.
Stue pomalu umírá v pustině. I přes pomoc Kojaka. Na poslední chvíli ho najde Tom Cullen, který se vrací do Boulderu. Díky jeho péči se mu podaří Stua zachránit. Ve snech Tom komunikuje se zemřelým Nickem Androsem, který Tomovi radí jak má Stuovi pomoci (např. sehnat antibiotika). Stu, Tom a Kojak hledají útočiště a pomalu se přesouvají zpátky do Boulderu. Cestou jsou zdrženi Stuovi rekonvalescencí a příchodem tuhé zimy.
Po návratu do Boulderu Stu zjistí, že Frannie porodila chlapečka Petera. Ten pár dní po porodu onemocní superchřipkou. Po několika dnes se ale ukáže, že pravděpodobně, díky získané imunitě od Frannie, přežije. Peter je tak první přeživší dítě narozené v Boulderu. Komunita Boulderu se stále rozrůstá a činí již několik tisíc jedinců. Lidé zase získávají anonymitu a přestávají poznávat jeden druhého. Začínají se opět ve svých domovech zamykat a policejní jednotka Boulderu žádá o možnost nošení zbraní. Je tak naznačeno, že se lidstvo postupně vrátí ke svým starým neduhům. Frannie a Stue se rozhodnou dočasně z Boulderu odejít, cestovat a zkusit najít útočiště jinde.
V závěrečné scéně knihy se Flagg probouzí na neznámé pláži a začne působit na tamní domorodé obyvatelstvo.

## Adaptace

### Televizní zpracování
Román se dočkal již dvou televizních zpracování.
- Svědectví: čtyřdílná adaptace z roku 1994, režisérem Mick Garris[3]
- Svědectví: 8 dílná série z let 2020-2021 [4]

### Komiksová adaptace
Tato adaptace vznikala mezi lety 2008 a 2012 v nakladatelství Marvel Comics. Celkově obsahuje 872 stran. Na grafické podobě se podíleli: Roberto Aguirre-Sacasa (autor adaptace), Mike Perkins (ilustrace), Laura Martin (ilustrace). Celý příběh je rozdělen na šest částí. Z nichž je každá tvořena 5 sešity popisujících jednotlivé dějové linky. Závěrečnou část tvoří 6 sešitů. Dohromady dílo tedy tvoří 31 svazků. Později došlo také k sjednocenému vydání v podobě omnibusu.
Názvy jednotlivých částí jsou:
- Captain Trips (2008-2009)
- American nightmares (2009)
- Soul Survivors (2009-2010)
- Hardcases (2010)
- No Man's Land (2011)
- The Night has come (2011-2012)[5]